# Mglinskij rajon
Il Mglinskij rajon (in russo Мглинский район?) è un rajon dell'Oblast' di Brjansk, nella Russia europea; il capoluogo è Mglin. Istituito nel 1929, ricopre una superficie di 1.120 chilometri quadrati e nel 2010 ospitava una popolazione di 19.952 abitanti.